# История химии
История химии изучает и описывает сложный процесс накопления специфических знаний, относящихся к изучению свойств и превращений веществ; её можно рассматривать как пограничную область знания, которая связывает явления и процессы, относящиеся к развитию химии, с историей человеческого общества.
Историю химии принято подразделять на несколько периодов; при этом следует учитывать, что эта периодизация, будучи достаточно условной и относительной, имеет скорее дидактический смысл. Одним из основоположников истории химии как научной дисциплины был немецкий учёный Герман Копп (1817—1892).

## Предалхимический период: доIII века
В предалхимическом периоде теоретический и практический аспекты знаний о веществе развивались относительно независимо друг от друга.
Практические операции с веществом являлись прерогативой ремесленной химии. Начало её зарождения следует в первую очередь связывать, видимо, с появлением и развитием металлургии. В античную эпоху были известны в чистом виде семь металлов: медь, свинец, олово, железо, золото, серебро и ртуть, а в виде сплавов — ещё и мышьяк, цинк и висмут. Помимо металлургии, накопление практических знаний происходило и в других областях, таких как производство керамики и стекла, крашение тканей и дубление кож, изготовление лекарственных средств и косметики. Именно на основе успехов и достижений практической химии древности происходило развитие химических знаний в последующие эпохи.
Попытки теоретического осмысления проблемы происхождения свойств вещества привели к формированию в античной греческой натурфилософии учения об элементах-стихиях. Наибольшее влияние на дальнейшее развитие науки оказали учения Эмпедокла, Платона и Аристотеля. Согласно этим концепциям все вещества образованы сочетанием четырёх первоначал: земли, воды, воздуха и огня. Сами элементы при этом способны к взаимопревращениям, поскольку каждый из них, согласно Аристотелю, представляет собой одно из состояний единой первоматерии — определённое сочетание качеств. Положение о возможности превращения одного элемента в другой стало позднее основой алхимической идеи о возможности взаимных превращений металлов (трансмутации). Практически одновременно с учением об элементах-стихиях в Греции возник и атомизм, основателями которого стали Левкипп и Демокрит.

## Алхимический период:III—XVII веков
Алхимический период — это время поисков философского камня, считавшегося необходимым для осуществления трансмутации металлов. Алхимическая теория, основанная на античных представлениях о четырёх элементах, была тесно переплетена с астрологией и мистикой. Наряду с химико-техническим «златоделием» эта эпоха примечательна также и созданием уникальной системы мистической философии. Алхимический период, в свою очередь, разделяется на три подпериода: александрийскую (греко-египетскую), арабскую и европейскую алхимию.

### Александрийская алхимия
В Александрии произошло соединение теории (натурфилософии Платона и Аристотеля) и практических знаний о веществах, их свойствах и превращениях; из этого соединения и родилась новая наука — химия. Само слово «химия» (и арабское al-kīmiyaˀ) обычно считается происходящим от древнего названия Египта — Кеме или Хем; изначально слово, по-видимому, должно было означать нечто вроде «египетского искусства». Иногда термин производят от греческого χυμος — сок или χυμενσιζ — литьё. Основными объектами изучения александрийской химии являлись металлы. В александрийский период сформировалась традиционная металлопланетная символика алхимии, в которой каждому из семи известных тогда металлов сопоставлялась соответствующая планета: серебру — Луна, ртути — Меркурий, меди — Венера, золоту — Солнце, железу — Марс, олову — Юпитер, свинцу — Сатурн. Небесным покровителем химии в Александрии стал египетский бог Тот или его греческий аналог Гермес.
Среди значительных представителей греко-египетской алхимии, имя которых дошло до наших дней, можно отметить Болоса Демокритоса, Зосима Панополита, Олимпиодора. Написанная Болосом книга «Физика и мистика» (ок. 200 до н. э.) состоит из четырёх частей, посвящённых золоту, серебру, драгоценным камням и пурпуру. Болос впервые высказал идею трансмутации металлов — превращения одного металла в другой (прежде всего неблагородных металлов в золото), ставшую основной задачей всего алхимического периода. Зосим в своей энциклопедии (III в.) определил khemeia как искусство делания золота и серебра, описал «тетрасомату» — стадии процесса приготовления искусственного золота; особо он указывал на запрет разглашения тайн этого искусства.
От александрийского периода осталось также и множество герметических текстов, представлявших собой попытку философско-мистического объяснения превращений веществ, среди которых знаменитая «Изумрудная скрижаль» Гермеса Трисмегиста.
К числу несомненных практических достижений греко-египетских алхимиков следует отнести открытие явления амальгамирования металлов. Амальгама золота стала применяться для позолоты. Александрийскими учёными был усовершенствован способ извлечения золота и серебра из руд, для чего широко применялась ртуть, получаемая из киновари или каломели. Помимо практического значения, уникальная способность ртути образовывать амальгаму способствовала появлению представления о ртути, как об особом, «первичном» металле. Алхимиками был разработан также способ очистки золота купелированием — нагреванием руды со свинцом и селитрой.

### Арабская алхимия
Теоретической основой арабской алхимии по-прежнему являлось учение Аристотеля. Однако развитие алхимической практики потребовало создания новой теории, основанной на химических свойствах веществ. Джабир ибн Хайян (Гебер) в конце VIII века разработал ртутно-серную теорию происхождения металлов, согласно которой металлы образованы двумя принципами: Ртутью (принцип металличности) и Серой (принцип горючести). Для образования золота — совершенного металла, помимо Ртути и Серы необходимо наличие некоторой субстанции, которую Джабир называл эликсиром (al-iksir, от греческого ξεριον, то есть «сухой»). Проблема трансмутации, таким образом, в рамках ртутно-серной теории свелась к задаче выделения эликсира, иначе называемого философским камнем (Lapis Philosophorum). Эликсир, как считалось, должен был обладать ещё многими магическими свойствами — исцелять все болезни, и, возможно, давать бессмертие.
Ртутно-серная теория составила теоретическую основу алхимии на несколько последующих столетий. В начале X века другой выдающийся алхимик — Ар-Рази (Разес), — усовершенствовал теорию, добавив к Ртути и Сере принцип твёрдости (хрупкости, растворимости), или философскую Соль.
Арабская алхимия, в отличие от александрийской, была вполне рациональна; мистические элементы в ней представляли собой скорее дань традиции. Помимо формирования основной теории алхимии, во время арабского этапа был разработан понятийный аппарат, лабораторная техника и методика эксперимента. Арабские алхимики добились несомненных практических успехов — ими выделены сурьма, мышьяк и, по-видимому, фосфор, получены уксусная кислота и разбавленные растворы минеральных кислот. Важной заслугой арабских алхимиков стало создание рациональной фармации, развившей традиции античной медицины.

### Европейская алхимия
Научные воззрения арабов проникли в средневековую Европу в XIII веке. Работы арабских алхимиков были переведены на латынь, а затем и на другие европейские языки.
Среди крупнейших алхимиков европейского этапа можно отметить Альберта Великого, Роджера Бэкона, Арнальдо де Вилланову, Раймунда Луллия, Василия Валентина. Р. Бэкон определил алхимию следующим образом: «Алхимия есть наука о том, как приготовить некий состав, или эликсир, который, если его прибавить к металлам неблагородным, превратит их в совершенные металлы».
В Европе в мифологию и символику алхимии были внедрены элементы христианской мифологии (Петрус Бонус, Николай Фламель); в целом для европейской алхимии мистические элементы оказались значительно более характерны, нежели для арабской. Мистицизм и закрытость европейской алхимии породили значительное число мошенников от алхимии; уже Данте Алигьери в «Божественной комедии» поместил в десятый ров восьмого круга Ада тех, кто «алхимией подделывал металлы». Характерной чертой европейской алхимии стало её двусмысленное положение в обществе. Как церковные, так и светские власти неоднократно запрещали занятия алхимией; в то же время алхимия процветала и в монастырях, и при королевских дворах.
К началу XIV века европейская алхимия добилась первых значительных успехов, сумев превзойти арабов в постижении свойств вещества. В 1270 году итальянский алхимик Бонавентура, в одной попытке получения универсального растворителя получил раствор нашатыря в азотной кислоте (aqua fortis), который оказался способным растворять золото, царя металлов (отсюда и название — aqua Regis, то есть царская водка). Псевдо-Гебер — один из самых значительных средневековых европейских алхимиков, работавший в Испании в XIV веке и подписывавший свои сочинения именем Гебера, — подробно описал концентрированные минеральные кислоты (серную и азотную). Использование этих кислот в алхимической практике привело к существенному росту знаний алхимиков о веществе.
В середине XIII века в Европе началась выделка пороха; первым его (не позже 1249 года) описал, по-видимому, Р. Бэкон (часто упоминаемого монаха Б. Шварца можно считать основоположником порохового дела в Германии). Появление огнестрельного оружия стало сильнейшим стимулом для развития алхимии и её тесного переплетения с ремесленной химией.

### Техническая химия и ятрохимия
Начиная с эпохи Возрождения, в связи c развитием производства всё большее значение в алхимии стало приобретать производственное и вообще практическое направление: металлургия, изготовление керамики, стекла и красок. В первой половине XVI века в алхимии выделились рациональные течения: техническая химия, начало которой положили работы В. Бирингуччо, Г. Агриколы и Б. Палисси, и ятрохимия, основателем которой стал Парацельс.
Бирингуччо и Агрикола видели задачу алхимии в поисках способов совершенствования химической технологии; в своих трудах они стремились к максимально ясному, полному и достоверному описанию опытных данных и технологических процессов.
Парацельс утверждал, что задача алхимии — изготовление лекарств; при этом медицина Парацельса основывалась на ртутно-серной теории. Он считал, что в здоровом организме три принципа — Ртуть, Сера и Соль, — находятся в равновесии; болезнь представляет нарушение равновесия между принципами. Для его восстановления Парацельс ввёл в практику лекарственные препараты минерального происхождения — соединения мышьяка, сурьмы, свинца, ртути и т. п., — в дополнение к традиционным растительным препаратам.
К представителям ятрохимии (спагирикам, как называли себя последователи Парацельса) можно отнести многих известных алхимиков XVI—XVII веков: А. Либавия, Р. Глаубера, Я. Б. Ван Гельмонта, О. Тахения.
Техническая химия и ятрохимия непосредственно подвели к созданию химии как науки; на этом этапе были накоплены навыки экспериментальной работы и наблюдений, в частности, разработаны и усовершенствованы конструкции печей и лабораторных приборов, методы очистки веществ (кристаллизация, перегонка и др.), получены новые химические препараты.
Главным результатом алхимического периода в целом, помимо накопления значительного запаса знаний о веществе, явилось зарождение эмпирического подхода к изучению свойств вещества. Алхимический период стал совершенно необходимым переходным этапом между натурфилософией и экспериментальным естествознанием.

## Период становления химии как науки:XVII—XVIIIвеков
Вторая половина XVII века ознаменовалась первой научной революцией, результатом которой стало новое естествознание, целиком основанное на экспериментальных данных. Создание гелиоцентрической системы мира (Н. Коперник, И. Кеплер), новой механики (Г. Галилей), открытие вакуума и атмосферного давления (Э. Торричелли, Б. Паскаль и О. фон Герике) привели к глубокому кризису аристотелевской физической картины мира. Ф. Бэкон выдвинул тезис о том, что решающим доводом в научной дискуссии должен являться эксперимент; в философии возродились атомистические представления (Р. Декарт, П. Гассенди).
Одним из следствий этой научной революции явилось создание новой химии, основоположником которой традиционно считается Р. Бойль. Бойль, доказав в своём трактате «Скептический химик» (1661) несостоятельность алхимических представлений об элементах как носителях неких качеств, поставил перед химией задачу поиска реальных химических элементов. Элементы, по Бойлю, — практически неразложимые тела, состоящие из сходных однородных корпускул, из которых составлены все сложные тела и на которые они могут быть разложены. Главной задачей химии Бойль считал изучение состава веществ и зависимости свойств вещества от его состава.
Создание теоретических представлений о составе тел, способных заменить учение Аристотеля и ртутно-серную теорию, оказалось весьма сложной задачей. В последней четверти XVII в. появились т. н. эклектические воззрения, создатели которых пытались увязать алхимические традиции и новые представления о химических элементах (Н. Лемери, И. И. Бехер).

### Теория флогистона
Основной движущей силой развития учения об элементах в первой половине XVIII века стала теория флогистона, предложенная немецким химиком Г. Э. Шталем. Она объясняла горючесть тел наличием в них некоего материального начала горючести — флогистона, и рассматривала горение как разложение. Теория флогистона обобщила широкий круг фактов, касавшихся процессов горения и обжига металлов, послужила мощным стимулом для развития количественного анализа сложных тел, без которого было бы абсолютно невозможным экспериментальное подтверждение идей о химических элементах. Она стимулировала также изучение газообразных продуктов горения в частности и газов вообще; в результате появилась пневматическая химия, основоположниками которой стали Дж. Блэк, Д. Резерфорд, Г. Кавендиш, Дж. Пристли и К. В. Шееле.

### Химическая революция
Процесс превращения химии в науку завершился открытиями А. Л. Лавуазье. С создания им кислородной теории горения (1777 год) начался переломный этап в развитии химии, названный «химической революцией». Отказ от теории флогистона потребовал пересмотра всех основных принципов и понятий химии, изменения терминологии и номенклатуры веществ. В 1789 году Лавуазье издал свой знаменитый учебник «Элементарный курс химии», целиком основанный на кислородной теории горения и новой химической номенклатуре. Он привёл первый в истории новой химии список химических элементов (таблицу простых тел). Критерием определения элемента он избрал опыт, и только опыт, категорически отвергая любые неэмпирические рассуждения об атомах и молекулах, само существование которых невозможно подтвердить опытным путём. Лавуазье сформулировал закон сохранения массы, создал рациональную классификацию химических соединений, основанную, во-первых, на различии в элементном составе соединений и, во-вторых, на характере их свойств.
Химическая революция окончательно придала химии вид самостоятельной науки, занимающейся экспериментальным изучением состава тел; она завершила период становления химии, ознаменовала собой полную рационализацию химии, окончательный отказ от алхимических представлений о природе вещества и его свойств.

## Период количественных законов: конецXVIII— серединаXIX века
Главным итогом развития химии в период количественных законов стало её превращение в точную науку, основанную не только на наблюдении, но и на измерении. За открытым Лавуазье законом сохранения массы последовал целый ряд новых количественных закономерностей — стехиометрические законы:
- Закон эквивалентов (И. В. Рихтер, 1791—1798)
- Закон постоянства состава (Ж. Л. Пруст, 1799—1806)
- Закон кратных отношений (Дж. Дальтон, 1803; см. также законы Дальтона)
- Закон объёмных отношений, или закон соединения газов (Ж. Л. Гей-Люссак, 1808)
- Закон Авогадро (А. Авогадро, 1811)
- Закон удельных теплоёмкостей (П. Л. Дюлонг и А. Т. Пти, 1819)
- Закон изоморфизма (Э. Мичерлих, 1819)
- Законы электролиза (М. Фарадей, 1830-е гг.)
- Закон постоянства количества теплоты (Г. Гесс, 1840)
- Закон атомов (С. Канниццаро, 1858)[25]

Основываясь на законе кратных отношений и законе постоянства состава, объяснить которые, не прибегая к предположению о дискретности материи, невозможно, Дж. Дальтон разработал свою атомную теорию (1808 год). Важнейшей характеристикой атома элемента Дальтон считал атомный вес (массу). Проблема определения атомных весов на протяжении нескольких десятилетий являлась одной из важнейших теоретических проблем химии.
Огромный вклад в развитие химической атомистики внёс шведский химик Й. Я. Берцелиус, определивший атомные массы многих элементов. Он же в 1811—1818 разработал электрохимическую теорию сродства, объяснявшую соединение атомов на основе представления о полярности атомов и электроотрицательности. В 1814 году Берцелиус ввёл систему символов химических элементов, где каждый элемент обозначался одной или двумя буквами латинского алфавита; символы Берцелиуса большей частью совпадают с современными.
Свою молекулярную теорию, органично дополняющую атомистику Дальтона, разработал А. Авогадро, однако его взгляды долгое время не находили признания.
Наряду с атомными весами, долгое время в химии существовала система «эквивалентных весов», которую развивали У. Волластон и Л. Гмелин. Многим химикам эквивалентные веса казались более удобными и точными, чем атомные, поскольку они рассчитывались без принятых Дальтоном допущений. Однако для органической химии система эквивалентов оказалась малопригодной, и в 1840-х гг. Ж. Б. Дюма, Ш. Жерар и О. Лоран возродили идеи Авогадро.
Окончательную ясность в атомно-молекулярную теорию внёс С. Канниццаро. Реформа Канниццаро, получившая всеобщее признание на Международном конгрессе химиков в Карлсруэ (1860 год), завершила период, основным содержанием которого стало установление количественных законов. Определения атомных масс химических элементов, которые выполнил в первой половине 1860-х годов бельгийский химик Ж. С. Стас (окончательно утвердивший относительную атомную массу для кислорода 16 (а. е. м.)), до конца XIX века считались наиболее точными и открыли дорогу для систематизации элементов.

## Химия во второй половинеXIXв
Для данного периода характерно стремительное развитие науки: были созданы периодическая система элементов, теория химического строения молекул, стереохимия, химическая термодинамика и химическая кинетика; блестящих успехов достигли прикладная неорганическая химия и органический синтез. В связи с ростом объёма знаний о веществе и его свойствах началась дифференциация химии — выделение её отдельных ветвей, приобретающих черты самостоятельных наук.

### Периодическая система элементов
Одной из важнейших задач химии второй половины XIX века стала систематизация химических элементов. Создание Периодической системы стало результатом длительного эволюционного процесса, который начался с закона триад, предложенного И. В. Дёберейнером в 1829 году. Выявленная им несомненная взаимосвязь между свойствами элементов и их атомными массами была развита Л. Гмелиным, показавшим, что эта взаимосвязь значительно сложнее, нежели триады. Ж. Дюма и М. фон Петтенкофер предложили дифференциальные системы, направленные на выявление закономерностей в изменении атомного веса элементов, которые были развиты А. Штреккером. В середине 1860-х У. Одлинг, А. Э. Бегуйе де Шанкуртуа, Дж. Ньюлендс и Л. Мейер предложили несколько вариантов таблиц, в которых уже явственно прослеживается периодичность свойств элементов.
В 1869 году Д. И. Менделеев опубликовал первый вариант своей Периодической таблицы и сформулировал Периодический закон химических элементов. Менделеев не просто констатировал наличие взаимосвязи между атомными весами и свойствами элементов, но взял на себя смелость предсказать свойства нескольких неоткрытых ещё элементов. После того, как предсказания Менделеева блестяще подтвердились, Периодический закон стал считаться одним из фундаментальных законов природы.

### Структурная химия
После открытия явления изомерии (Ю. Либих и Ф. Вёлер, 1824), чрезвычайно распространённого в органической химии, стало очевидным, что свойства вещества определяются не только его составом, но и порядком соединения атомов и их пространственным расположением.
В основу решения вопроса о строении органических веществ вначале было положено представление Берцелиуса о радикалах — полярных группах атомов, способных переходить без изменения из одних веществ в другие. Теория сложных радикалов, предложенная Либихом и Вёлером (1832), быстро получила всеобщее признание. Открытие явления металепсии (Ж. Б. Дюма, 1834 год), не укладывающегося в электрохимические представления Берцелиуса, повлекло за собой появление теории типов Дюма (1839 год). Созданная Ш. Жераром и О. Лораном новая теория типов (1852) включила в себя и представления о сложных радикалах, и идеи Дюма о типах молекул, сведя всё разнообразие органических соединений к трём или четырём типам.
Теория типов Жерара-Лорана привела к созданию представлений о единицах сродства атомов и радикалов, в результате развития которых появилась теория валентности (Ф. А. Кекуле фон Штрадониц, 1857 год), ставшая основой для создания А. М. Бутлеровым его теории химического строения молекул. Простые и наглядные представления Кекуле и Бутлерова позволили дать объяснение многим экспериментальным фактам, касающимся изомерии органических соединений и их реакционной способности. Большое значение для развития системы структурных формул имело установление циклического строения молекулы бензола (Кекуле, 1865 год).
Важным этапом развития структурной химии стало создание стереохимии, описывающей пространственное строение молекул. В 1874 году голландский химик Я. Г. Вант-Гофф предложил теорию асимметричного атома углерода, которая удачно объясняла явление оптической изомерии, открытое в 1832 году Берцелиусом, и существование энантиомеров, обнаруженных в 1848 году Л. Пастером.
На протяжении почти всего XIX века структурные представления оказались востребованы, прежде всего, в органической химии. Лишь в 1893 году А. Вернер создал теорию строения комплексных соединений, которая распространила эти представления на неорганические соединения, существенно расширив понятие о валентности элементов.

### Физическая химия
В середине XIX века начала стремительно развиваться пограничная область науки — физическая химия. В отечественной историографии науки считается, что начало ей положил М. В. Ломоносов, дав определение и введя само наименование этой дисциплины в научный тезаурус. Предметом изучения физической химии стали химические процессы — скорость и направление реакций, сопровождающие их тепловые явления и зависимость этих характеристик от внешних условий.
Изучение тепловых эффектов реакций начал А. Л. Лавуазье, сформулировавший совместно с П. С. Лапласом первый закон термохимии. В 1840 году Г. И. Гесс открыл основной закон термохимии («закон Гесса»). М. Бертло и Ю. Томсен в 1860-е годы сформулировали «принцип максимальной работы» (принцип Бертло — Томсена), позволивший предвидеть принципиальную осуществимость химического взаимодействия.
Важнейшую роль в создании представлений о химическом сродстве и химическом процессе сыграли термодинамические исследования середины XIX века. Объектом изучения химической термодинамики стало, прежде всего, состояние химического равновесия, впервые описанное А. У. Уильямсоном в 1850 году и изученное Г. Розе, Р. В. Бунзеном, А. Э. Сент-Клер Девилем, М. Бертло и другими исследователями.
В 1867 году К. М. Гульдберг и П. Вааге открыли закон действующих масс. Представляя равновесие обратимой реакции как равенство двух сил сродства, действующих в противоположных направлениях, они показали, что направление реакции определяется не массами веществ (как предполагал в начале века К. Л. Бертолле), а произведением действующих масс (концентраций) реагирующих веществ. Теоретическое рассмотрение химического равновесия выполнили Дж. У. Гиббс (1874—1878), Д. П. Коновалов (1881—1884) и Я. Г. Вант-Гофф (1884). Вант-Гофф сформулировал также принцип подвижного равновесия, который обобщили позже А. Л. Ле Шателье и К. Ф. Браун. Создание учения о химическом равновесии стало одним из главных достижений физической химии XIX века, имевшим значение не только для химии, но и для всего естествознания.
В 1850-е годы с работ Л. Ф. Вильгельми начались систематические исследования скорости химических реакций, которые привели к созданию в 1880-е годы основ формальной кинетики (Я. Г. Вант-Гофф, В. Оствальд, С. А. Аррениус). В 1890-х годах Оствальд опубликовал также серию ставших классическими работ по исследованию каталитических процессов.
Важным достижением физической химии в XIX веке стало создание учения о растворах. Альтернативные физическая и химическая теории растворов развились из представлений Берцелиуса, считавшего растворы механическими смесями, при образовании которых не действуют силы химического сродства, и Бертолле, рассматривавшего растворы как нестехиометрические соединения. Физическая теория достигла существенных успехов в количественном описании некоторых свойств растворов (1-й и 2-й законы Ф. М. Рауля, осмотический закон Я. Г. Вант-Гоффа, теория электролитической диссоциации С. А. Аррениуса).

## Современный период: с начала XX века
Открытие электрона Э. Вихертом и Дж. Дж. Томсоном (1897 год) и радиоактивности А. Беккерелем (1896 год) стали доказательством делимости атома, возможность которой стала обсуждаться после выдвижения У. Праутом гипотезы о протиле (1815 год). Уже в начале XX века появились первые модели строения атома: «кексовая» (У. Томсон, 1902 год и Дж. Дж. Томсон, 1904), планетарная (Ж. Б. Перрен, 1901 год и Х. Нагаока, 1903 год), «динамидическая» (Ф. Ленард, 1904). В 1911 Э. Резерфорд, основываясь на опытах по рассеиванию α-частиц, предложил ядерную модель, ставшую основой для создания классической модели строения атома (Н. Бор, 1913 год и А. Зоммерфельд, 1916). Основываясь на ней, Н. Бор в 1921 заложил основы формальной теории периодической системы, объяснившей периодичность свойств элементов периодическим повторением строения внешнего электронного уровня атома. После того, как В. Паули сформулировал принцип запрета (1925), а Ф. Хунд предложил эмпирические правила заполнения электронных оболочек (1925—1927), была в целом установлена электронная структура всех известных к тому времени элементов.
После открытия делимости атома и установления природы электрона как его составной части возникли реальные предпосылки для разработки теорий химической связи. Первой стала концепция электровалентности Р. Абегга (1904), основанная на идее о сродстве атомов к электрону. Модель Бора — Зоммерфельда, представления о валентных электронах (И. Штарк, 1915) и идея об особой стабильности двух- и восьмиэлектронных оболочек атомов инертных газов легли в основу классических теорий химической связи. В. Коссель (1916) разработал теорию гетерополярной (ионной) связи, а Дж. Н. Льюис (1916) и И. Ленгмюр (1919) — теорию гомеополярной (ковалентной) связи.
В конце 20-х — начале 30-х годов XX века сформировались принципиально новые — квантово-механические — представления о строении атома и природе химической связи.
Исходя из идеи французского физика Л. де Бройля о наличии у материальных частиц волновых свойств, австрийский физик Э. Шрёдингер в 1926 году вывел основное уравнение т. н. волновой механики, содержащее волновую функцию и позволяющее определить возможные состояния квантовой системы и их изменение во времени. Несколько ранее немецкий физик В. Гейзенберг разработал свой вариант квантовой теории атома в виде матричной механики.
Квантово-механический подход к строению атома привёл к созданию новых теорий, объясняющих образование связи между атомами. Уже в 1927 году В. Г. Гейтлер и Ф. Лондон начали разрабатывать квантовомеханическую теорию химической связи и выполнили приближённый расчёт молекулы водорода. Распространение метода Гейтлера-Лондона на многоатомные молекулы привело к созданию метода валентных связей, который создают в 1928—1931 гг. Л. Полинг и Дж. К. Слэтер. Основная идея этого метода заключается в предположении, что атомные орбитали сохраняют при образовании молекулы известную индивидуальность. В 1928 году Полинг предложил теорию резонанса и идею гибридизации атомных орбиталей, в 1932 году — новое количественное понятие электроотрицательности.
В 1929 году Ф. Хунд, Р. С. Малликен и Дж. Э. Леннард-Джонс заложили фундамент метода молекулярных орбиталей, основанного на представлении о полной потере индивидуальности атомов, соединившихся в молекулу. Хунд создал также современную классификацию химических связей; в 1931 году он пришёл к выводу о существовании двух основных типов химических связей — простой, или σ-связи, и π-связи. Э. Хюккель распространил метод МО на органические соединения, сформулировав в 1931 году правило ароматической стабильности, устанавливающее принадлежность вещества к ароматическому ряду.
Благодаря квантовой механике к 30-м годам XX века в основном был выяснен способ образования связи между атомами; кроме того, в рамках квантово-механического подхода получило корректную физическую интерпретацию менделеевское учение о периодичности. Создание надёжного теоретического фундамента привело к значительному росту возможностей прогнозирования свойств вещества. Особенностью химии в XX веке стало широкое использования физико-математического аппарата и разнообразных расчётных методов.
Подлинным переворотом в химии стало появление в XX веке большого числа новых аналитических методов, прежде всего физических и физико-химических (рентгеноструктурный анализ, электронная и колебательная спектроскопия, магнетохимия и масс-спектрометрия, спектроскопия ЭПР и ЯМР, хроматография и т. п.). Эти методы предоставили новые возможности для изучения состава, структуры и реакционной способности вещества.
Отличительной чертой современной химии стало её тесное взаимодействие с другими естественными науками, в результате которого на стыке наук появились биохимия, геохимия и др. разделы. Одновременно с этим процессом интеграции интенсивно протекал и процесс дифференциации самой химии. Хотя границы между разделами химии достаточно условны, коллоидная и координационная химия, кристаллохимия и электрохимия, химия высокомолекулярных соединений и некоторые другие разделы приобрели черты самостоятельных наук.
Закономерным следствием совершенствования химической теории в XX веке стали новые успехи практической химии — каталитический синтез аммиака, получение синтетических антибиотиков, полимерных материалов и т. п. Успехи химиков в деле получения вещества с желаемыми свойствами в числе прочих достижений прикладной науки к концу XX столетия привели к коренным преобразованиям в жизни человечества.